# Dom na rozstajach
Dom na rozstajach (oryg. На семи ветрах) – radziecki melodramat wojenny z 1962 roku w reżyserii Stanisława Rostockiego. 

## Opis fabuły
Czerwiec 1941 roku, początek wojny w ZSRR. Swietłana Iwaszowa powraca do swojego domu po kilkumiesięcznym pobycie w szpitalu. Jednak w miejscu swojego zamieszkania nie zastaje nikogo – wszyscy albo uciekli albo poszli na front. Na drzwiach swojego mieszkania znajduje kartkę od swojego męża Igora – "poszedłem na front i wrócę gdy zdobędę Berlin". Samotna kobieta pozostaje w opuszczonym domu. Wkrótce zjawiają się w nim żołnierze wycofującej się pod niemieckim naporem Armii Czerwonej, którzy najpierw instalują w nim sztab, potem redakcję frontowej gazety, szpital, a w końcu umocniony punkt oporu będący częścią linii frontu. Przez cały ten czas Swietłana ze wszystkich sił wspiera "czerwonoarmistów" przebywających w jej domu – sprząta, pierze, pali w piecu, gdy trzeba biegle przepisuje na maszynie, a w końcu zostaje zwykłą salową i sanitariuszką opiekującą się rannymi. Nie jest żołnierzem i wszystkie jej prace oraz funkcje jakie pełni mają charakter ochotniczy. Jako nie wojskowa nie posiada przydziałów żywnościowych i żyje z tego czym podzielą się z nią żołnierze. Gdy linia frontu dociera do jej domu stać ją na akty największego heroizmu. Wraz z niedobitkami obrońców jej sadyby, w momencie gdy brak im już amunicji, a wróg jest coraz bliżej, jest gotowa przedzierać się przez linię frontu. Jednak nagły kontratak radzieckich oddziałów uwalnia redutę. Teraz w domu Swietłany znajduje się szpital w którym Swietłana ciężko pracuje jako salowa. Jedyną nagrodą za jej trud jest artykuł o niej zamieszczony w jednej z gazet i order. Wkrótce front przesuwa się na zachód, a Switałana pozostaje sama, pełna oczekiwania na powrót Igora. Pewnego dnia u drzwi rozlega się długotrwały dzwonek – czyżby to był jej ukochany?  

## Obsada aktorska
- Larisa Łużyna – Swietłana
- Wiaczesław Tichonow – kpt. Suzdaliew
- Wiaczesław Niewinny – kpt. Zubariew
- Michaił Trojanowski – komisarz pułku
- Sofia Piławska – Dolli
- Margerita Strunowa – Zinoczka
- Lidia Sawczenko – Ksenia
- Kłara Łuczko – Natalia Gusiewa, wojskowy chirurg
- Swietłana Drużynina – pielęgniarka Tonia
- Ludmiła Czursina – pielęgniarka Nastia
- Margerita Żarowa – Ksenia (blondynka na balu)
- Władimir Zamanski – por. Wasiliew
- Leonid Bykow – cekaemista Garkusza
- Walentyn Piecznikow – sierż. Greczko
- Anatolij Romaszyn – Kostia
- Bimbołat Watajew – szer. Mamakaiew
- Wiktor Pawłow – żołnierz Mitia Ogolcow
- Pawieł Winnik – mjr Sotnik
- Sawielij Kramarow – żołnierz parolu i ranny w szpitalu

i inni.

## Produkcja
Zdjęcia kręcono w Rostowie nad Donem.